# 青い吐息のように
『青い吐息のように』（あおいといきのように）は、日本のロックバンドフラワーカンパニーズが2016年3月16日に発表したダウンロード・シングルである。

## 概要
- バンドにとって初の配信限定シングルであり、シングルとしては約3年振りのリリースとなった。
- 同曲はNHK・BSプレミアムのドラマ「初恋芸人」のために書き下ろされたものである。
- リリース直後に発売レーベルを離れた関係か、本楽曲は2020年現在もアルバムなどに収録されていない。

## 収録曲
1. 青い吐息のように(4:21)

## 演奏
- 鈴木圭介 - ボーカル
- グレートマエカワ - ベース
- 竹安堅一 - ギター
- ミスター小西 - ドラムス